# Australische Frauen-Cricket-Nationalmannschaft in England in der Saison 2015
Die Tour der australischen Frauen-Cricket-Nationalmannschaft nach England in der Saison 2015 fand vom 21. Juni bis zum 31. August 2015 statt. Die internationale Cricket-Tour war Bestandteil der Internationalen Cricket-Saison 2015 und umfasste einen WTest, drei WODIs und drei WTwenty20s. Australien gewann die WTest-Serie 1–0 und die WODI-Serie 2–1, während England die WTwenty20-Serie mit 2–1 gewann.

## Vorgeschichte
Für beide Mannschaften war es die erste Tour der Saison. Das letzte Aufeinandertreffen der beiden Mannschaften bei einer Tour fand in der Saison 2013/14 in England statt. Während der Tour absolvierte das australische Team auch eine WTwenty20-Serie in Irland.

## Stadien
Die folgenden Stadien wurden für die Tour als Austragungsort vorgesehen.
| Stadion               | Stadt      | Kapazität | Spiele   |
| --------------------- | ---------- | --------- | -------- |
| Bristol County Ground | Bristol    | 17.500    | 2. WODI  |
| St Lawrence Ground    | Canterbury | 7.000     | 1. WTest |
| Sophia Gardens        | Cardiff    | 15.643    | 3. WT20  |
| County Ground         | Chelmsford | 6.500     | 1. WT20  |
| County Cricket Ground | Hove       | 7.000     | 2. WT20  |
| County Ground         | Taunton    | 8.500     | 1. WODI  |
| New Road              | Worcester  | 5.500     | 3. WODI  |

## Kaderlisten
Australien benannte seinen Kader am 1. Juni 2015.
| WTest | WTest | WODI | WODI | WTwenty20 | WTwenty20 |
| England | Australien | England | Australien | England | Australien |
| --- | --- | --- | --- | --- | --- |
| - Charlotte Edwards (K) - Heather Knight (VK) - Katherine Brunt - Kate Cross - Georgia Elwiss - Lydia Greenway - Rebecca Grundy - Jenny Gunn - Laura Marsh - Natalie Sciver - Anya Shrubsole - Sarah Taylor (wk) - Fran Wilson - Lauren Winfield | - Meg Lanning (K) - Alex Blackwell (VK) - Kristen Beams - Nicole Bolton - Jess Cameron - Sarah Coyte - Rene Farrell - Holly Ferling - Alyssa Healy (wk) - Jess Jonassen - Erin Osborne - Ellyse Perry - Megan Schutt - Elyse Villani | - Charlotte Edwards (K) - Heather Knight (VK) - Katherine Brunt - Kate Cross - Georgia Elwiss - Lydia Greenway - Rebecca Grundy - Jenny Gunn - Amy Jones - Laura Marsh - Natalie Sciver - Anya Shrubsole - Sarah Taylor (wk) - Lauren Winfield | - Meg Lanning (K) - Alex Blackwell (VK) - Kristen Beams - Nicole Bolton - Jess Cameron - Sarah Coyte - Rene Farrell - Holly Ferling - Alyssa Healy (wk) - Jess Jonassen - Erin Osborne - Ellyse Perry - Megan Schutt - Elyse Villani | - Charlotte Edwards (K) - Heather Knight (VK) - Katherine Brunt - Georgia Elwiss - Lydia Greenway - Rebecca Grundy - Jenny Gunn - Danielle Hazell - Laura Marsh - Natalie Sciver - Anya Shrubsole - Sarah Taylor (wk) - Lauren Winfield - Danielle Wyatt | - Meg Lanning (K) - Alex Blackwell (VK) - Kristen Beams - Nicole Bolton - Jess Cameron - Sarah Coyte - Rene Farrell - Holly Ferling - Alyssa Healy (wk) - Jess Jonassen - Delissa Kimmince - Erin Osborne - Ellyse Perry - Megan Schutt - Elyse Villani - Grace Harris |

## Women’s One-Day Internationals

### Erstes WODI in Taunton
| 21. Juli Scorecard | Taunton | Australien 238-9 (50)         | – | England 240-6 (45.4) |
|                    |         | England gewinnt mit 4 Wickets |   |                      |

Australien gewann den Münzwurf und entschied sich als Schlagmannschaft zu beginnen. Als Spielerin des Spiels wurde Natalie Sciver ausgezeichnet.

### Zweites WODI in Bristol
| 23. Juli Scorecard | Bristol | Australien 259-6 (50)          | – | England 196 (43) |
|                    |         | Australien gewinnt mit 63 Runs |   |                  |

England gewann den Münzwurf und entschied sich als Feldmannschaft zu beginnen. Als Spielerin des Spiels wurde Meg Lanning ausgezeichnet.

### Drittes WODI in Worcester
| 26. Juli Scorecard | Worcester | England  | – | Australien |
|                    |           | Abgesagt |   |            |

Auf Grund von Regenfällen abgesagt und auf den Reservetag verschoben.
| 27. Juli Scorecard | Worcester | Australien 241-7 (50)          | – | England 152 (43.1) |
|                    |           | Australien gewinnt mit 89 Runs |   |                    |

England gewann den Münzwurf und entschied sich als Feldmannschaft zu beginnen. Als Spielerin des Spiels wurde Ellyse Perry ausgezeichnet.

## Women’s Tests in Canterbury
| 11. – 14. August Scorecard | Canterbury | Australien 274-9d (101) & 156-6d (55.5) | – | England 168 (84.4) & 101 (59.1) |
|                            |            | Australien gewinnt mit 161 Runs         |   |                                 |

Australien gewann den Münzwurf und entschied sich als Schlagmannschaft zu beginnen. Als Spielerin des Spiels wurde Jess Jonassen  ausgezeichnet.

## Women’s Twenty20 Internationals

### Erstes WTwenty20 in Chelmsford
| 26. August Scorecard | Chelmsford | Australien 122-8 (20)         | – | England 125-3 (17.3) |
|                      |            | England gewinnt mit 7 Wickets |   |                      |

England gewann den Münzwurf und entschied sich als Feldmannschaft zu beginnen. Als Spielerin des Spiels wurde Sarah Taylor ausgezeichnet.

### Zweites WTwenty20 in Hove
| 28. August Scorecard | Hove | Australien 107-7 (20)          | – | England 87 (19.1) |
|                      |      | Australien gewinnt mit 20 Runs |   |                   |

England gewann den Münzwurf und entschied sich als Feldmannschaft zu beginnen. Als Spielerin des Spiels wurde Rene Farrell ausgezeichnet.

### Drittes WTwenty20 in Cardiff
| 31. August Scorecard | Cardiff | Australien 111 (20)           | – | England 114-5 (18.1) |
|                      |         | England gewinnt mit 5 Wickets |   |                      |

England gewann den Münzwurf und entschied sich als Feldmannschaft zu beginnen. Als Spielerin des Spiels wurde Natalie Sciver ausgezeichnet.

## Auszeichnungen

### Player of the Series
Als Player of the Series wurden der folgende Spieler ausgezeichnet.
| Serie | Player of the Series |
| ----- | -------------------- |
| WTest | –                    |
| WODI  | Ellyse Perry         |
| WT20  | Anya Shrubsole       |

### Player of the Match
Als Player of the Match wurden die folgenden Spielerinnen ausgezeichnet.
| Spiel    | Player of the Match |
| -------- | ------------------- |
| 1. WTest | Jess Jonassen       |
| 1. WODI  | Natalie Sciver      |
| 2. WODI  | Meg Lanning         |
| 3. WODI  | Ellyse Perry        |
| 1. WT20  | Sarah Taylor        |
| 2. WT20  | Rene Farrell        |
| 3. WT20  | Natalie Sciver      |